# Niphobolus transmorrisonensis
Niphobolus transmorrisonensis là một loài dương xỉ trong họ Polypodiaceae. Loài này được Hayata mô tả khoa học đầu tiên năm 1914.
Danh pháp khoa học của loài này chưa được làm sáng tỏ. 